# Barrera de hielo Príncipe Gustavo
La barrera de hielo Príncipe Gustavo fue una plataforma de hielo de más de 28 kilómetros que ocupaba la parte sur del canal Príncipe Gustavo, que separa el grupo de la isla James Ross de la península Trinidad, que es el extremo nordeste de la península Antártica.

## Toponimia
Recibió su nombre en 1990 por el Comité de Topónimos Antárticos del Reino Unido, en asociación al canal homónimo que fue nombrado en 1903 por el príncipe Gustavo de Suecia (posteriormente rey Gustavo V), dado por Otto Nordenskiöld durante la Expedición Antártica Sueca.

## Desaparición
La plataforma de hielo se fue retirando continuamente desde 1945. El 27 de febrero de 1995 el British Antarctic Survey (BAS) reportó que la barrera de hielo se había desintegrado, quedando un remanente en la bahía Röhss. Esta barrera de hielo cubría unos 700 km². Imágenes satelitales del Landsat 7 en febrero y diciembre de 2002 mostraron que todo el hielo de la plataforma había desaparecido.
En el área previamente cubierta por la barrera de hielo la profundidad del canal era de 600 a 800 m. Entre febrero y marzo de 2000 los científicos recolectaron sedimentos del fondo oceánico, cuya datación al carbono 14 sugiere que en el período entre 2000 a 5000 años atrás el canal se abría estacionalmente.

## Reclamaciones territoriales
Argentina incluye a la barrera de hielo Príncipe Gustavo en el departamento Antártida Argentina dentro de la provincia de Tierra del Fuego, Antártida e Islas del Atlántico Sur; para Chile forma parte de la Comuna Antártica de la provincia Antártica Chilena dentro de la Región de Magallanes y de la Antártica Chilena; y para el Reino Unido integra el Territorio Antártico Británico. Las tres reclamaciones están restringidas por los términos del Tratado Antártico.
Nomenclatura de los países reclamantes:
- Argentina: barrera de hielos Príncipe Gustavo
- Chile: plataforma de hielo Príncipe Gustavo
- Reino Unido: Prince Gustav Ice Shelf